# Apodyterium

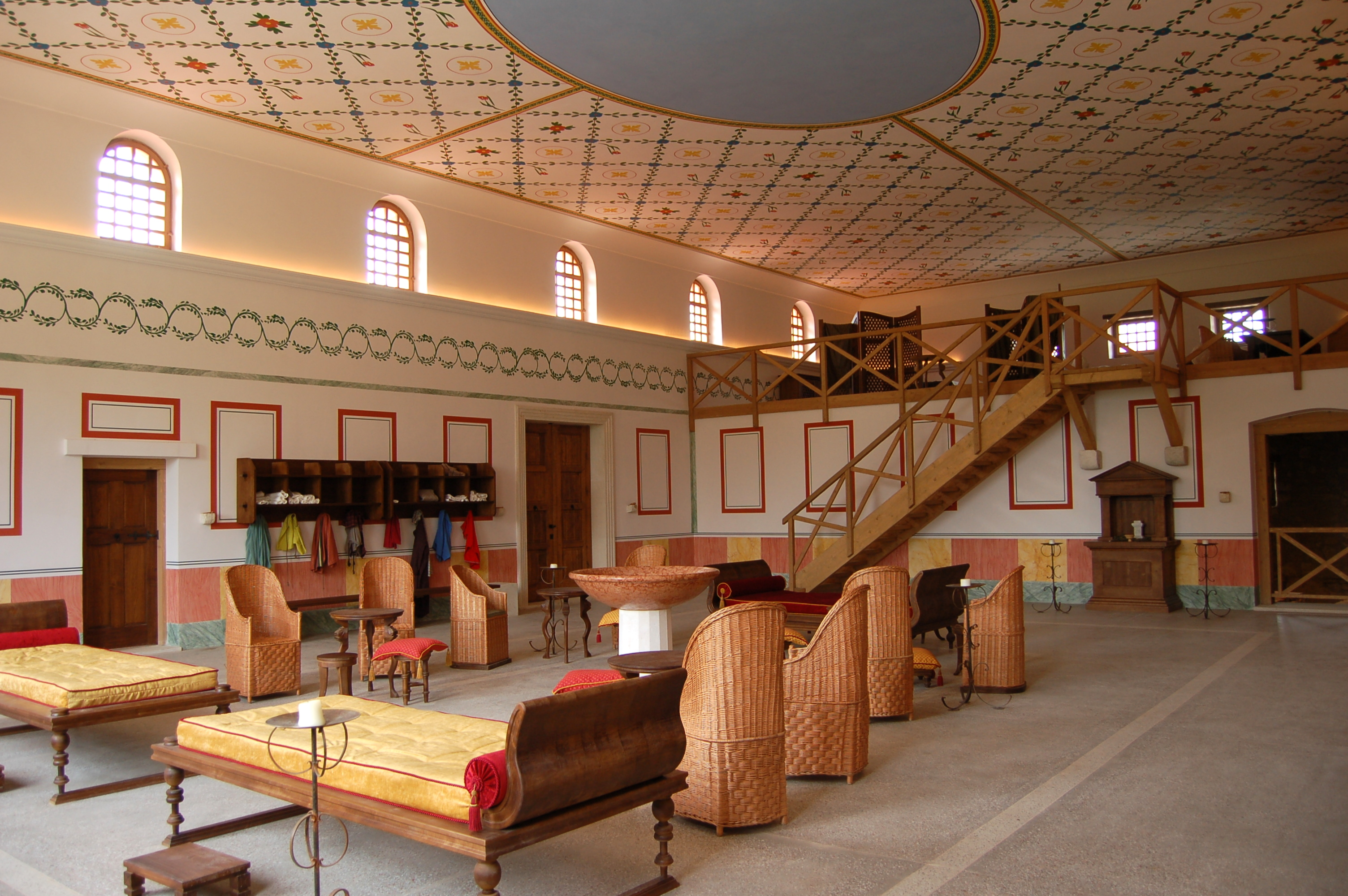
Rekonstruktion av ett apodyterium.

Apodyterium (latin; av grekiska ἀποδυτήριον, apodyterion) var omklädningsrummet i en romersk badanläggning. Det var beläget efter ingången till badet.
Privatägda slavar, eller slavar man hyrde på badet, kallade capsarius, satt och vaktade ägodelarna medan ägaren rekreerade sig.
Rika män och kvinnor tog ofta med sig flera slavar till apodyteriet för att visa sitt välstånd för alla församlade, eftersom badet var en social mötesplats. Slavarna bar badutrustningen, vilken kunde bestå av specialkläder, badsandaler, handdukar, och olja, parfym, en svamp, och strigils, ett metallföremål som användes för att skrapa olja, svett och smuts från kroppen.